# Erneuerungsspross

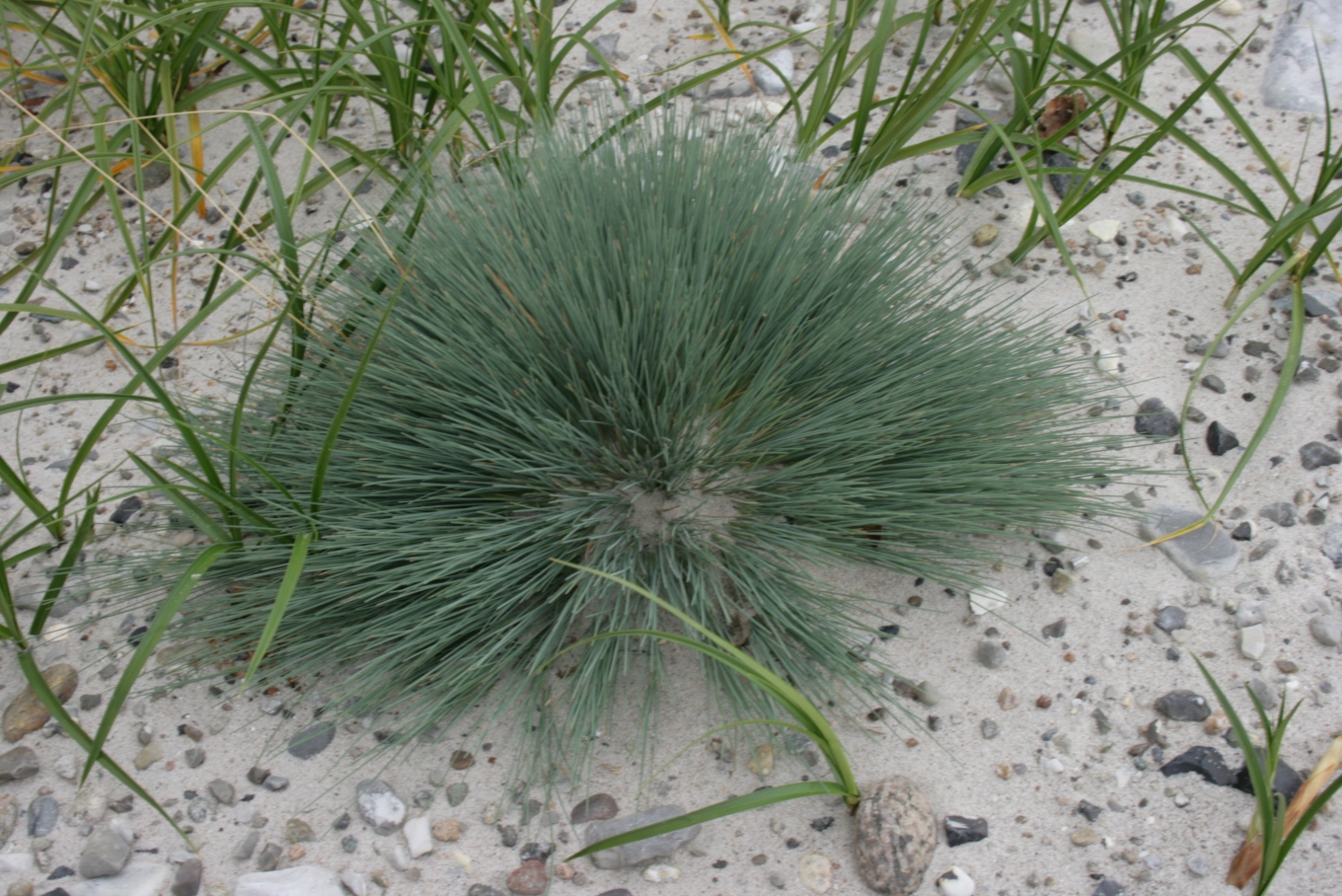
Habitus des horstbildenden Borstgrases (Nardus stricta)

Als Erneuerungsspross oder Innovationstrieb werden Laubsprosse ausdauernder Gräser bezeichnet, aus denen im ersten Jahr keine Halme entstehen. Sie sind zahlreich, kurz und mehr oder weniger dicht beblättert. Im Gegensatz zu den Seitenhalmen einjähriger Gräser sind keine Knoten erkennbar. Erneuerungssprosse bilden sich immer aus einer Knospe, die sich am Grund einer Blattscheide befindet. Sie können entweder innerhalb der Blattscheide weiterwachsen oder die Blattscheide am Grund durchbrechen. Im ersten Fall bildet die Art dichte Polster, im zweiten einen mehr oder weniger lockeren Polster oder einen Horst. Ein innerhalb der Blattscheide wachsender Erneuerungsspross hat am Grunde ein längeres, dünnhäutiges Vorblatt, und schon das nächste über dem Vorblatt liegende Laubblatt ist vollständig entwickelt und zeigt Blattscheide, Blatthäutchen und Blattspreite. Bei Erneuerungssprossen, die außerhalb der Blattscheide wachsen, ist das Vorblatt kurz und derbhäutig und nur an seinen beiden Kielen zu erkennen. Auch die über dem Vorblatt wachsenden Blätter sind zu kurzen, derbhäutigen Schuppenblättern umgebildet, und erst höherliegende Blätter werden allmählich länger.